# 阿蒂纳
阿蒂纳（義大利語：Atina），是意大利弗罗西诺内省的一个市镇。总面积29.81平方公里，人口4557人，人口密度152.9人/平方公里（2009年）。ISTAT代码为060011。